# Oberamt Alerheim
Das Oberamt Alerheim mit Sitz in Alerheim war seit mindestens 1370 ein Amt, d. h. eine Verwaltungsgliederung, in der Grafschaft Oettingen, das bis zur Auflösung der Grafschaft bzw. des Fürstentums im Jahr 1806 bestand.

## Geschichte
Der Ort Alerheim, der 1306 in den Besitz der Grafen von Oettingen kam, war Sitz der Amtsverwaltung. Das Amt war anfänglich auf einen engen Raum konzentriert. Um 1370 umfasste es die Dorfgerichte in Alerheim, Rudelstetten,  Wörnitzostheim, Fessenheim, Holzkirchen und die weiter abgelegenen Orte Dürrenzimmern und Ziswingen.

## Zugehörige Orte
- Alerheim, seit 1306
- Appetshofen
- Balgheim, seit 1623
- Dürrenzimmern
- Enkingen, 1441 (vorübergehend)
- Fessenheim

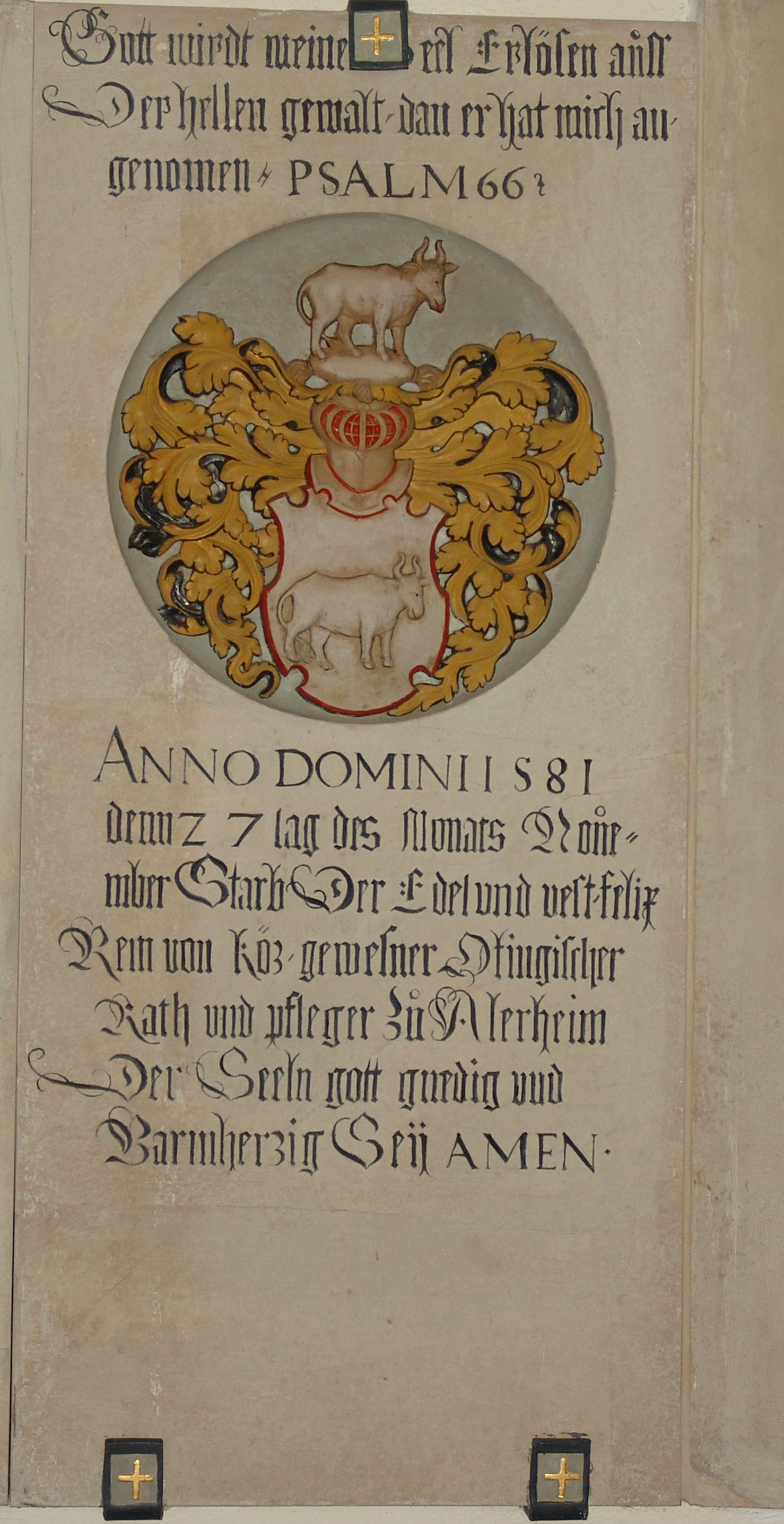
Epitaph für Felix Rem von Köz († 27. November 1581), Oettingischer Rat und Pfleger zu Alerheim, in der Pfarrkirche St. Stephanus in Alerheim

- Grosselfingen, 1410 (vorübergehend)
- Heroldingen
- Holzkirchen
- Huisheim, im 15./16. Jahrhundert
- Klosterzimmern, seit 1754
- Lierheim, 1410 (vorübergehend)
- Löpsingen, seit 1410 (mit Unterbrechungen)
- Möttingen, 1410 (vorübergehend)
- Speckbrodi bzw. Muttenau, seit 1432
- Rudelstetten
- Schrattenhofen
- Wörnitzostheim
- Ziswingen, bis 1441